# Dolmen von Mores Altes
Die Dolmen von Mores Altes I und II liegen südwestlich vom Dorf nahe der Straße, die von El Port de la Selva zum Kloster Sant Pere de Rodes in Katalonien in Spanien führt. Wahrscheinlich wurden die Dolmen und der Taula dels Lladres (deutsch Tisch der Diebe) in dieser Zone, von der aus man das Tal und das Meer überblicken konnte, zeitnah errichtet. Ursprünglich war das Gebiet allerdings von Buschland und Steineichenwäldern bedeckt. Die Dolmen enthielten Bestattungen des 5. oder 4. Jahrtausends v. Chr.

## Dolmen I und II
Mores Altes I und II sind Megalithanlagen mit langen trapezförmigen Kammern und schmalen Gängen. Die Tragsteine der Dolmen sind Platten. Der nicht erhaltene Rundhügel von Mores Altes I hatte etwa 10 m Durchmesser, der von Mores Altes II 7,0 bis 8,0 m Durchmesser. Beide bestanden aus kleinen Steinen. Die Deckenplatte von Mores Altes I zeigt kleine Schälchen. Die von Mores Altes II zeigt ein kleines Schälchen.
In der Nähe liegt der Dolmen Taula dels Lladres.